# Franz Blanckmeister
Franz Theodor Blanckmeister (4. února 1858 Plavno – 5. května 1936 Drážďany) byl německý protestantský kazatel a teolog.

## Život
Po studiu teologie získal Blanckmeister roku 1881 své první zaměstnání jako farář v Schönbergu u Brambachu ve Fojtsku. V roce 1884 se stal arciděkanem ve Schneebergu, městě ležícím na německé straně Krušných hor. O pět let později (1889) se stal kazatelem v městské nemocnici v Drážďanech. Od roku 1897 až do svého odchodu do penze roku 1928 zastával funkci faráře v kostele Nejsvětější Trojice v Drážďanech.
Kromě svých úředních povinností byl Blanckmeister autorem akademických monografií a beletristických děl, především o saských církevních dějinách. Spolu s Hannsem Rückertem pracoval na příspěvcích k saským církevním dějinám (BSKG). Vedle toho se ještě angažoval v saské pobočce spolku Gustava Adolfa (GAV/W), jejíž časopis nazvaný Sächsischer Gustav-Adolf-Bote vydával od roku 1890.